# Como, Illinois
Como är en ort i Whiteside County i delstaten Illinois, USA.